# Colonia Mangos
Colonia Mangos är en ort i Mexiko.   Den ligger i kommunen Acapulco de Juárez och delstaten Guerrero, i den södra delen av landet, 290 km söder om huvudstaden Mexico City. Colonia Mangos ligger 57 meter över havet och antalet invånare är 634.
Terrängen runt Colonia Mangos är kuperad åt nordväst, men åt sydost är den platt. Runt Colonia Mangos är det tätbefolkat, med 397 invånare per kvadratkilometer. Närmaste större samhälle är Acapulco, 10,3 km sydväst om Colonia Mangos. Omgivningarna runt Colonia Mangos är en mosaik av jordbruksmark och naturlig växtlighet.